# Milka Hartman
Milka Hartman, född 11 februari 1902 i Loibach (slovenska Libuče), Kärnten, Österrike-Ungern, död där 9 juni 1997, var en slovensk poet.

## Biografi
Milka Hartman föddes i Loibach (slovenska Libuče), ett slovensktspråkigt område i Kärnten, den 11 februari 1902. Hon utbildade sig till hemkunskapslärare i Ljubljana och började arbeta där år 1927. Hon höll också en del matlagningskurser. Efter andra världskriget började hon arbeta inom Kärnten-slovenska kvinnors politik och kulturarbete. Hon var engagerad i arbete med barn och ungdomar. Hon kämpade för den slovenska folkgruppen i Kärnten. Hennes modersmål var väldigt viktigt för henne.
Hartmans dikter har publicerats i ett flertal diktsamlingar. Många av hennes dikter beskriver livet på landsbygden före industrialiseringen. Hon har också skrivit flera slovenska sånger som ofta handlar om vackra händelser, hårda tider, politiska budskap och hennes starka tro.
År 1983 blev hon tilldelad den litterära utmärkelsen professor av den dåvarande österrikiska förbundspresidenten Rudolf Kirchschläger. 
Milka Hartman dog i Loibach den 9 juni 1997.

## Verk
- Dekliske pesmi. Dikter, egenutgivna, 1934, Ljubljana
- Med cvetjem in v soncu. Dekliške pesmi. Dekliške pesmi. Dikter, egenutgivna, Ljubljana, 1934. Omtryck: Krščanska kulturna zveza, Klagenfurt, 1995
- Moje grede. Dikter, Hermagoras, Klagenfurt, 1952
- Lipov cvet. Dikter, Hermagoras, Klagenfurt, 1972
- Pesmi z libuškega puela. Dikter, Krščanska kulturna zveza/Klub mladje, Klagenfurt, 1977
- Zivljenje. Poezije. Melodije. Samlade verk i tre volymer, redigerad av Feliks J. Bister, Klagenfurt-Wien, 1982
- Gedichte aus Kärnten. Dikter från Kärnten, tysk översättning av Janko Ferk, Hermagoras, Klagenfurt, 1987
- Midsummer Night / Kresna noč. Sedemintrideset pesmi. 37 dikter, översatt till engelska av Tom Priestly. Hermagoras, Klagenfurt 1992
- Zimske rože. Izbrane pesmi. Dikter, redigerad av Marjan Strojan. Ellerjeva edicija Bd. 20, Hermagoras, Klagenfurt, 1998. ISBN 3-85013-535-7
- Store dekve težva = Klage der alten Magd. Redigerad av Jozef Strutz och Peter Rust (tyska). Hermagoras Klagenfurt- Ljubljana-Wien, 2000 ISBN 3-85013-718-X
- Težka je moja misel od spominov. Hermagoras, Klagenfurt, 2007 ISBN 978-3-7086-0293-6 . I tysk översättning som:
- Der Frost verspinnt die Beete mir mit feinen Netzen. Från slovenska till tyska av Erwin Köster och Andrei Leben, med efterord av Andrej Leben. Drava Verlag, Klagenfurt 2007, ISBN 3-85435-507-6